# 广西青冈
广西青冈（学名：Cyclobalanopsis kouangsiensis）为壳斗科青冈属下的一个种。